# Riff (banda)
Riff fue una banda argentina de hard rock y heavy metal, fundada en Buenos Aires en 1980 por el guitarrista y cantante Pappo. 
Se los considera uno de los principales grupos en hacer hard rock en idioma español y uno de los grupos que más desafiaron los cánones sociales impuestos por la dictadura en Argentina.
Luego de un viaje a Inglaterra a fines de los 70s, Pappo y Michel Peyronel habían tomado contacto con el punk rock y la NWOBHM. A su regreso a Argentina, se formó Riff, adoptando una estética muy agresiva para la Argentina de la época, con ropa de cuero negro y tachas basada en la estética de los grupos del punk y metal de Reino Unido, y una música mucho más metálica y veloz que en el anterior proyecto de Pappo, Pappo's Blues; y en efecto, el último recital del reconocido grupo Pappo's Blues fue el primero de Riff: Adiós Pappo's Blues, Bienvenido Riff, de 1980.
En cuanto a las letras, además de usar temáticas relacionadas con los autos, las mujeres y la vida en la carretera, el letrista y baterista Michel Peyronel incorporaba letras basadas en escenarios posapocalípticos, la ciencia ficción y el cyberpunk, lo cual sumado a la estética de la banda le daba a Riff un estilo muy similar al de la película de acción posapocalíptica Mad Max 2 (1981).
A comienzos de los '80 y cuando aún la dictadura gobernaba sobre Argentina, el grupo musical se había consolidado como uno de los números principales del rock nacional argentino, apareciendo en el Estadio Obras Sanitarias y en varios festivales importantes. Además la aparición de Riff había resultado revolucionaria, siendo pioneros en el uso de videoclips musicales, algo nunca antes visto en la música argentina y que sacaba ventaja de su estética metálica y de cuero negro.
Sin embargo, diversos escándalos e incidentes violentos ocurridos en sus recitales, sumados a la posterior explosión de una generación del rock nacional más cercana al new wave y al pop rock, les hicieron perder protagonismo en la escena del país, y el grupo se disolvió a fines de 1983 mientras regresaba a la democracia en Argentina.
Riff volvió a reunirse de forma intermitente a lo largo de dos décadas, siempre como proyecto paralelo de Pappo que alternaba presentaciones con Pappo's Blues, aunque ya convertida en un grupo de culto en el rock nacional. Durante esas dos décadas Riff se presentó en teatros, estadios, festivales, lanzó discos de estudio y en vivo, y hasta grabó un documental en 1992 con la historia del grupo musical. Pero en febrero de 2005, pocos días después de haber dado el que sería su último recital en el festival Cosquín Rock 2005, un accidente de moto le costó la vida a Pappo, y el grupo se disolvió. 
En 2018, Riff anunció su regreso con Vitico, JAF, Luciano Napolitano (hijo de Pappo) y Juanito Moro (hijo de Oscar Moro), comenzando con tres recitales en el Teatro Vorterix a fines de ese mismo año.

## Historia

### Primera etapa
A finales de los años 70, y luego de su paso con Aeroblus, Pappo se encontraba en Europa, más precisamente en el Reino Unido, donde tomó contacto con géneros musicales como el Punk, y muy especialmente con la Nueva ola del heavy metal británico, que estaba renovando el hard rock de la época. 
Al volver a la Argentina, en 1980, regresa empapado de estas nuevas tendencias, e influido por la estética y el sonido de bandas como AC/DC, Saxon o en menor medida Motörhead, pero como tal estilo no encajaría del todo bien con su trayectoria solista de los años 70 en Pappo's Blues, caracterizada por el blues rock y el hard rock añejo, opta por armar un nuevo grupo, el cual sería Riff. 
Darío Fernández, el baterista de Pappo's Blues no encajaba del todo en este nuevo estilo musical, por lo que en su lugar ingresa Michel Peyronel, viejo conocido de Pappo, quien también estuvo viviendo en Francia a fines de los años 70, donde tocó para el grupo Punk francés "Extraballe". 
Boff Serafine (conocido como "Pelusa") se suma como segundo guitarrista, recomendado por "Conejo" Jolivet de la banda "Dulces 16", y el cantante Juan Carlos García Haymes asume el rol de voz líder; finalmente Vitico, otro viejo conocido de Pappo desde los tiempos de Pappo's Blues y de Billy Bond y La Pesada del Rock and Roll completaría la alineación en calidad de bajista. 
El 14 de noviembre de 1980 en el reducto "Sala Uno", de Buenos Aires, se anuncia la separación de Pappo's Blues y la formación de Riff, con el "último" recital de aquella banda y el primero de esta, que se dio en llamar "Adiós Pappo's Blues, bienvenido Riff". Fue todo un éxito, pero para la gente un cantante como Haymes no encajaba; Pappo era la figura carismática de la banda y ya sea en Pappo's Blues o en un grupo nuevo, el público prefería su voz porque estaba acostumbrado a ella, por lo cual Haymes se alejaría de la banda al poco tiempo.
La banda se conformó cuando en Argentina cumplía cuatro años la dictadura autodenominada Proceso de Reorganización Nacional. En una entrevista realizada años después Pappo diría que "Riff tuvo su momento en el Proceso, estábamos para tirarle la bronca al gobierno".
Ya con Pappo como cantante se edita en 1981 Ruedas de metal, el primer LP del grupo, el cual a su vez fue acompañado por algunos de los primeros videoclips de rock en Argentina, álbum que fue tildado de "cuadrado" y primitivo por la crítica especializada de aquellos tiempos, y el cual tenía un sonido muy frío para un grupo de heavy metal, ya que fue grabado (en 4 días) en uno de los estudios de televisión del Canal 7 de Buenos Aires, conocido como Argentina Televisora Color, o ATC en aquel entonces, emisora estatal que también editaba discos, por intermedio del sello Tonodisc; sin embargo Ruedas de Metal proveería a Riff de algunos temas clásicos, como "No Detenga su Motor", o el tema homónimo, que abría el lado A del disco. 
El 9 de julio de ese año (1981) se presentan en Obras junto a Plus. En dicho recital se incluyeron sillas en el sector de campo, las cuales fueron destrozadas en su mayoría. La propuesta del grupo tuvo tanto éxito que a fines del mismo año se publicó el siguiente disco de estudio, Macadam 3...2...1...0 también presentado en Obras (esta vez sin sillas). El grupo brindaba shows espectaculares y novedosos, con toda la parafernalia de una banda internacional, y muy por encima de lo usualmente ofrecido por otras bandas locales, en un país como Argentina donde, en 1981, el heavy metal era aún territorio virgen sin explotar y novedad absoluta. 
Ya en 1982 la siguiente presentación en el Estadio Obras, previa a la edición del tercer álbum Contenidos, estuvo marcada por incidentes violentos una vez más, y a finales de ese año participaron del multitudinario "B.A.Rock '82", un festival con la presencia de otras bandas y solistas de rock nacional, de estilos muy diversos, abarcando desde artistas de folk rock o jazz rock, hasta exponentes de la New wave, el Pop o incluso la canción protesta; evento famoso -entre otras cosas- por un violento encontronazo que el grupo V8 (presente gracias a la mediación de Pappo) tuvo con el público de dicho festival, mayormente ajeno al rock pesado. 
A principios de 1983 Danny Peyronel (hermano de Michel, y exintegrante de Heavy Metal Kids y UFO) se une fugazmente a Riff como tecladista y ocasional cantante, para una serie de conciertos en Obras, con el objetivo de grabar el disco en vivo En acción: estos shows también fueron interrumpidos por incidentes. 
La violencia era un problema recurrente en los recitales de hard rock de ese entonces, debido en parte a la efervescente situación del país, previa al retorno al sistema de partidos, y en parte a la novedad que representaba el heavy metal como propuesta musical, donde muchas veces se confundía rock pesado con violencia: Riff recibía la peor parte al ser el grupo más notorio y famoso de la aún naciente escena. 
Para tratar de revertir la situación, se ofreció un masivo concierto en el estadio de Ferrocarril Oeste a fines de 1983, bajo el eslogan Riff termina el año sin cadenas, pero en lugar de calmar al público, lo puso todavía más violento, y los incidentes fueron tan graves que el grupo no tuvo más remedio que separarse momentáneamente. 
Pappo encara varios proyectos, destacándose el disco doble Pappo en concierto (1984), grabado en vivo junto a Boff, Enrique Avellaneda (exmiembro de Vox Dei), y Juan "Locomotora" Espósito (exbaterista de El Reloj). Temporalmente forma parte del grupo brasilero Patrulha do Espaço. Por su parte, Vitico y Peyronel se hacen solistas, editando sendos discos en solitario, mientras que Boff forma su grupo "Boxer", y Danny Peyronel se une a los españoles Banzai. Al separarse este último grupo Danny y Michel Peyronel forman junto a Salvador Domínguez en Madrid el grupo glam metal Tarzen, que tuvo cierta repercusión internacional.

### Reunión de 1985—1986

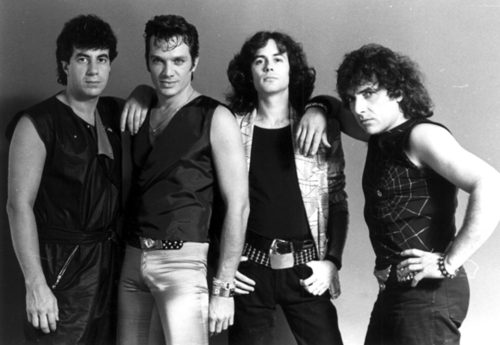
Tras una pausa, Riff volvió en 1985 con nueva formación. De izquierda a derecha: Moro, Vitico, JAF y Pappo.

El esperado regreso de Riff se produce a fines de 1985 con el disco Riff VII, Michel y Boff no son parte de este regreso, siendo reemplazados respectivamente por el veterano baterista Oscar Moro (exmiembro de la mítica banda Los Gatos y del grupo Serú Girán), y por JAF, un joven músico, prácticamente desconocido en ese entonces, quien asumiría el doble rol de segundo guitarrista y voz líder (junto a Pappo). Es evidente el cambio de estilo, más cercano al Hard rock en Riff VII, lanzado en octubre de aquel año por CBS, álbum en el cual descollaban la espectacular voz de JAF, la poderosa base rítmica de Vitico-Moro, y una buena porción de inspirados temas de Pappo, algunos de los cuales provenían de su reciente experiencia con el grupo brasileño Patrulha do Espaço. En diciembre presentaron el disco en el Estadio Obras Sanitarias junto a los españoles Barón Rojo, y con los locales Bunker de acto apertura, mientras que entre fines de abril y principios de mayo de 1986 ofrecieron una serie de conciertos durante 5 días seguidos en un local de Buenos Aires llamado Paladium, parte de lo cual fue registrado, y finalmente editado en el disco en vivo Riff 'n Roll (1987).
Esta reunión de Riff no duró mucho, acto seguido Vitico y JAF se abocarían a sus carreras solistas, y Pappo formaría un grupo nuevo, denominado Pappo y Hoy No Es Hoy, efímero proyecto junto a Boff en segunda guitarra, del cual ha quedado como testimonio un disco de estudio: Plan Diabólico y algunos videoclips. 
Al poco tiempo Pappo decide dejar de lado la promoción del disco para tomar rumbo hacia los Estados Unidos donde se radica, y forma el grupo Pappo & The Widowmakers.

### Reunión de 1990—1992
En 1990, con Pappo una vez más en Buenos Aires el grupo se reúne nuevamente, y llenan Obras con su formación original: Pappo, Vitico, Michel y Boff. En 1991 cierran el festival Halley en Obras.
En mayo del '92 editan su quinto disco de estudio: Zona de nadie, con esa misma formación original, y un sonido ligeramente volcado al hard rock californiano. En este disco se destacan temas como "Zona de Nadie", "Betty Silicona", "Sube a mi Voiture", "Lo Tuyo es Vicio" o "La Frontera Inesperada".

### Reunión de 1995—1998
Hubo un par de breves reuniones en 1995, una fue en febrero de ese año, al final de la presentación de Pappo's Blues como soporte de los Rolling Stones en River Plate, y la otra como soportes de Motörhead en la ciudad de La Plata, esta última fue editada en el disco Riff en Vivo en 1996. 
Ese mismo año, 1996, los australianos AC/DC llegan a la Argentina presentando Ballbreaker, en el arriba mencionado estadio de River Plate y Riff desempeña el papel de telonero, entre uno de los temas del set se encuentra una larga versión de "Ruedas de Metal", incluida en formato vídeo en la reedición de Zona de Nadie.
El último disco de estudio, Que sea rock, fue editado de manera independiente en 1997, bajo un sello propio creado para la ocasión: "Riff Records". El álbum contiene además del tema homónimo que da título al disco "Que sea Rock", otros como "Bienvenida a mi Lado Oscuro", "No Obstante lo Cual" o "Lily Malone".  
A su vez participan de la edición argentina del festival Monsters of Rock de 1997, con Halógena, Queensrÿche, Whitesnake y Megadeth. 
Por otra parte, en 1997 Pappo muestra una nueva faceta artística, y actúa en la serie de televisión Carola Casini interpretando el rol de un mecánico, "Enrique"; al final de la serie aparecería toda la banda de Riff. 
En 1998 Fernando Duro, guitarrista de Las Blacanblus, reemplaza a Boff por casi dos años, en los cuales giraron por el interior de la Argentina presentando el disco Que sea Rock.

### Reunión de 2000 — 2005
A partir del año 2000, Pappo fue alternando su tiempo entre Riff y Pappo's Blues. Con Riff se presentó en varios festivales y programas de televisión, dando por ejemplo un destacado recital en el Canal  CM en 2000. También fue destacado un recital en el estadio Obras Sanitarias en 2001.
La última presentación de Riff fue el 4 de febrero de 2005, en el festival "Cosquín Rock", en Córdoba, con una formación algo diferente de la clásica, ya que el lugar de la segunda guitarra fue ocupada por Nicolás Bereciartúa, hijo de Vitico. 
Pappo murió el 25 de febrero de 2005, cerca de la ciudad de Luján (Provincia de Buenos Aires) en un confuso accidente andando en moto en la ruta, al caerse de la misma y ser atropellado por un auto. 
Los restantes miembros de la banda deciden que no pueden continuar sin un pilar fundamental del grupo como Pappo, y por lo tanto se separan, dando final a Riff.

### Reunión 2018/19
Tras la muerte de Pappo, la idea de reflotar Riff sobrevoló durante varios años. El 22 de febrero de 2014, durante una entrevista a Vitico sobre una posible nueva reunión de la banda, éste dijo: "Riff se va a reunir cuando vuelva Pappo", marcando su opinión de que era imposible que se volvieran a juntar.
No obstante lo cual, en septiembre de 2018 se anunció el regreso de Riff a los escenarios, con Vitico y JAF a la cabeza, y completando la banda Luciano Napolitano (hijo de Pappo), Juanito Moro (hijo de Oscar Moro) y Nicolás Bereciartúa (hijo de Vitico). Se planificaron tres shows en el Teatro Vorterix de Buenos Aires, los días 1, 8 y 15 de diciembre, y luego una extensa gira por el país.
Para los recitales de 2019 se unen al grupo Boff Serafine, reemplazando a JAF en guitarra rítmica; y Juan Carlos García Haymes en coros.

## Integrantes

### Actuales
- Luciano Napolitano - Voz y guitarra líder (2018-presente).
- Vitico - Bajo y voz (1980-2005) y (2018-presente).
- Boff Serafine - Guitarra rítmica (1980-1983) (1990-1998) y (2019-presente).
- Nicolás Bereciartúa - Guitarra (2004-2005) y (2018-presente).
- Juan Moro -: Batería (2018-presente).

### Anteriores
- Pappo † - Voz y guitarra líder (1980-2005).
- Michel Peyronel - Batería y voz (1980-1983) y (1990-2005)
- Juan García Haymes - Voz invitada (1980) y (1997-1998) (2019)
- Danny Peyronel - Teclado (1983).
- Oscar Moro † - Batería (1985-1986).
- Jota Morelli: Batería (1986).
- JAF - Guitarra rítmica y voz (1985-1986) y (2018-2019).
- Fernando Duro - Guitarra rítmica (1998-2000).

## Discografía

### Álbumes de estudio
- Ruedas de metal - 1981
- Macadam 3...2...1...0... - 1981
- Contenidos - 1982
- Riff VII - 1985
- Zona de nadie - 1992
- Que sea rock - 1997

### Álbumes en vivo
- En acción - 1983
- Riff 'n Roll - 1987
- Paladium '86 - 1995
- En vivo en Obras 17 / 12 / 1985 - 1995
- En vivo - Grabado en noviembre de 1995, en La Plata - 1996
- En vivo en Obras 20-10-2001 - 2002

### Álbumes recopilatorios
- Épico - 1984
- Década - 1990
- Riff - 1992

### Videos
- Riff: La historia, Vol. 1 & Vol. 2 (1992, VHS)
- Riff: La historia: 25 años de rock, Vol. 1 & Vol. 2 (2005, DVD)